# Edições do Abril Pro Rock
A lista abaixo contém todas as edições do Abril Pro Rock, evento promovido durante o mês de abril em Recife (Pernambuco).

## 1993 (1ª edição)
A primeira edição aconteceu no dia 25 de abril de 1993, um domingo, no extinto Circo Maluco Beleza, com 13 bandas locais e o Maracatu Nação Pernambuco. Cerca de 1,5 mil pessoas prestigiaram o evento.
| Shows               | Shows                       |
| ------------------- | --------------------------- |
| Academia do Medo    | Chico Science & Nação Zumbi |
| Tempo Nublado       | Paulo Francis Vai Pro Céu   |
| Cobaia Kid          | Zaratempô                   |
| Blusbroders         | Lula Côrtes & Má Companhia  |
| Delta do Capibaribe | Xamã                        |
| Mundo Livre S/A     | Weapon                      |
| ANGAATÃNÀMÚ         | Maracatu Nação Pernambuco   |

## 1994 (2ª edição)
O festival passou a ser realizado em dois dias. O evento foi exibido para todo o Brasil pela MTV.
| Shows                                                | Shows                                    |
| Sexta-feira (08/04)                                  | Sábado (09/04)                           |
| ---------------------------------------------------- | ---------------------------------------- |
| Gabriel o Pensador                                   | Chico Science & Nação Zumbi              |
| Paulo Francis Vai Pro Céu                            | Devotos do Ódio                          |
| Jorge Cabeleira e o Dia em Que Seremos Todos Inúteis | Dreadful Boys                            |
| Weapon                                               | Lara Hanouska                            |
| Nação Zumbi                                          | Eddie                                    |
| O Rappa                                              | Cavalo do Cão                            |
| DJ Amon Tobin                                        | Véio Mangaba e Suas Pastoras Endiabradas |

## 1995 (3ª edição)
A edição deste ano foi realizada durante quatro dias, com a presença de 20 bandas e mais de dez mil pessoas.
| Shows                 | Shows                                                | Shows                       | Shows                     |
| Quinta-feira (06/04)  | Sexta-feira (07/04)                                  | Sábado (08/04)              | Domingo (09/04)           |
| --------------------- | ---------------------------------------------------- | --------------------------- | ------------------------- |
| Raimundos             | Skank                                                | Chico Science & Nação Zumbi | Mundo Livre S/A           |
| D.F.C.                | Jorge Cabeleira e o Dia em Que Seremos Todos Inúteis | Mestre Ambrósio             | Yellowfante               |
| Devotos do Ódio       | Pato Fu                                              | Concreteness                | Oscabeloduro              |
| Conservados em Formol |                                                      | Faces do Subúrbio           | Loop B                    |
|                       |                                                      | Cavalo do Cão               | Relespública              |
|                       |                                                      | Planet Hemp                 | Paulo Francis Vai Pro Céu |
|                       |                                                      |                             | General Junkie            |

## 1996 (4ª edição)
A edição marca a primeira participação internacional no festival: a banda belga dEUS. Foi criado um mercado Pop, reunindo a produção cultural pernambucana, como moda, artes plásticas, fotografia e comidas típicas. Gilberto Gil fez participação especial no show de Chico Science & Nação Zumbi.
| Shows                                                | Shows                     |
| ---------------------------------------------------- | ------------------------- |
| Camisa de Vênus                                      | Eddie                     |
| Jorge Cabeleira e o Dia em Que Seremos Todos Inúteis | Living in The Shit        |
| Querosene Jacaré                                     | Brincando de Deus         |
| Dr. Cascadura                                        | Linguachula               |
| Chico Science & Nação Zumbi                          | Concreteness              |
| Mundo Livre S/A                                      | Lacertae                  |
| Mestre Ambrósio                                      | Paulo Francis Vai Pro Céu |
| dEUS                                                 | Cavalo do Cão             |
| Devotos do Ódio                                      | Das Bandas da Parahyba    |
| Peter Perfeito                                       | Sô Severino               |

## 1997 (5ª edição)
O Abril Pro Rock mudou de endereço, sendo transferido para o pavilhão do Centro de Convenções de Pernambuco. Foram utilizados dois palcos durante três dias. Trinta e uma bandas se apresentaram, sendo assistidas por um público de mais de quinze mil pessoas.
| Shows                   | Shows             | Shows                                                |
| Sexta-feira (18/04)     | Sábado (19/04)    | Domingo (20/04)                                      |
| ----------------------- | ----------------- | ---------------------------------------------------- |
| Os Paralamas do Sucesso | Planet Hemp       | Pato Fu                                              |
| Arnaldo Antunes         | Inocentes         | O Rappa                                              |
| Querosene Jacaré        | Devotos do Ódio   | Virna Lisi                                           |
| Via Sat                 | Dead Fucking Last | Zé da Flauta e Paulo Rafael                          |
| Cascabulho              | Tianastácia       | Jorge Cabeleira e o Dia em Que Seremos Todos Inúteis |
|                         | Cambio Negro HC   | The Dead Billies                                     |
|                         | Eddie             | Os Baratas Tontas                                    |
|                         | Lara Hanouska     | Dona Margarida Pereira e os Fulanos                  |
|                         | Maria Bacana      | Penélope Charmosa                                    |
|                         | Peter Perfeito    | Caiçaras                                             |
|                         | Terceiro Mundo    | Lula Côrtes                                          |
|                         | Pin Ups           | Otto                                                 |
|                         | Detrito Federal   | Selma do Coco                                        |
|                         |                   | Max Cavalera & Nação Zumbi                           |

## 1998 (6ª edição)
A edição contou com a participação de 31 bandas durante três dias. O festival foi encerrado com homenagem a Chico Science, onde o a banda Nação Zumbi dividiu o palco com Max Cavalera, recém saido do Sepultura.
| Shows              | Shows                               |
| ------------------ | ----------------------------------- |
| Skank              | Dona Margarida Pereira e os Fulanos |
| Cascabulho         | Lacertae                            |
| Luciana Pestano    | Fernanda Abreu                      |
| Querosene Jacaré   | Lenine                              |
| Comadre Florzinha  | O Rappa                             |
| Edmilson do Pífano | Capitão Severo                      |
| DJ Soul Slinger    | Serpente Negra                      |
| Devotos do Ódio    | Lia de Itamaracá                    |
| Squaws             | Stonkas y Congas                    |
| Funk Fuckers       | Pedro Luís e a Parede               |
| Ratos de Porão     | Zé Neguinho do Côco                 |
| Baba Cósmica       | Tânia Cristal                       |
| Sheik Tosado       | Júpiter Maçã                        |
| Polux              | Hip Monsters                        |
| Wander Wildner     | Tiroteio                            |
| Acabou La Tequila  |                                     |

## 1999 (7ª edição)
Em sua sétima edição, o Festival volta a privilegiar as bandas locais, onde das 24 atrações, 16 eram de Pernambuco.
| Shows                  | Shows           |
| ---------------------- | --------------- |
| Nação Zumbi            | Sheik Tosado    |
| Marcelo D2             | Hanagorik       |
| Spider & Incognita Rap | Mestre Ambrósio |
| Otto                   | Arnaldo Antunes |
| DJ Dolores             | Cascabulho      |
| Caju & Castanha        | Eddie           |
| Sepultura              | Farofa Carioca  |
| Devotos                | Tom Zé          |
| Via Sat                | Songo           |
| Faces do Subúrbio      | Baia & Rockboys |
| Matalanamão            | Escurinho       |
| Los Hermanos           | Lula Queiroga   |

## 2000 (8ª edição)
Foram três noites de shows no Centro de Convenções de Pernambuco, que receberam cerca de 13 mil pessoas. Entre os eventos paralelos, estavam a Feira de Arte e Comportamento, com 29 estandes, e a discoteca Pomba Gira.
| Shows                   | Shows                      | Shows             |
| Sexta-feira (07/04)     | Sábado (08/04)             | Domingo (09/04)   |
| ----------------------- | -------------------------- | ----------------- |
| Cidadão Instigado       | Sistema X                  | Cabruêra          |
| Os Paralamas do Sucesso | Sheik Tosado               | Comadre Florzinha |
| Bia Grabois             | Devotos                    | Bate o Mancá      |
| Os Replicantes          | Supersoniques              | Stella Campos     |
| Vulgue Tostoi           | Ataque Suicida             | Bloco Vomit       |
| Plebe Rude              | Soulfly                    | Paulo Diniz       |
| AD                      | Anvil FX e Shiva Las Vegas | Aterciopelados    |
| DJ Patife               | Andréa Marquee             | Otto              |
|                         |                            | Los Hermanos      |
|                         |                            | Mad Mud           |
|                         |                            | Guizzmo           |

## 2001 (9ª edição)
Pela primeira vez, o Abril Pro Rock foi realizado em duas cidades: Olinda e São Paulo (em versão reduzida).
Olinda
A primeira noite, sexta-feira, teve público até então recorde, estimado em 12 mil pessoas no Centro de Convenções. Ao todo, foram estimados 26 mil pessoas no total dos três dias.
| Shows                  | Shows             | Shows                             |
| Sexta-feira (20/04)    | Sábado (21/04)    | Domingo (22/04)                   |
| ---------------------- | ----------------- | --------------------------------- |
| Pinto & Rouxinol       | Dolores del Fuego | Ciranda de Baracho                |
| D-Urb                  | Infierno          | Sa Grama                          |
| Bonsucesso Samba Clube | Ratos de Porão    | Textículos de Mary                |
| Asian Dub Foundation   | The Queers        | Mopho                             |
| Nação Zumbi            | Raimundos         | Brasov                            |
| O Rappa                |                   | Jon Spencer Blues Explosion       |
| DJ Amon Tobin          |                   | Mundo Livre S/A                   |
|                        |                   | Lobão e Arnaldo Baptista          |
|                        |                   | Gabriel Muzak e Marcelinho da Lua |

São Paulo
A versão reduzida do festival foi realizada na choperia e no teatro do SESC Pompeia.
| Shows               | Shows              | Shows                              |
| Sexta-feira (27/04) | Sábado (28/04)     | Domingo (29/04)                    |
| ------------------- | ------------------ | ---------------------------------- |
| Ratos de Porão      | Os Replicantes     | DJ Dolores e Orquestra Santa Massa |
| Inocentes           | Wander Wildner     | Flu                                |
| Devotos             | Textículos de Mary | Bonsucesso Samba Clube             |
| Mopho               | Ortinho Y-A Zuada  | Sala Especial                      |
| Sonic Jr.           | Brasov             | Júpiter Maçã                       |
| Os the Darma Lóvers | Mundo Livre S/A    | Jon Spencer Blues Explosion        |

## 2002 (10ª edição)
Ao completar dez anos de existência, o Abril Pro Rock novamente foi realizado em Olinda e São Paulo.
Olinda
Na noite do terceiro dia do evento, o cantor baiano Tom Zé sofreu um infarto após seu show e foi levado às pressas ao hospital.
| Shows               | Shows          | Shows                  |
| Sexta-feira (19/04) | Sábado (20/04) | Domingo (21/04)        |
| ------------------- | -------------- | ---------------------- |
| Textículos de Mary  | Os Cachorros   | Mombojó                |
| Prot(o)             | Decomposed God | Bubuska                |
| Subversivos         | Prole          | Chá de Zabumba         |
| The Mission         | Attaque 77     | Tom Zé                 |
| Pato Fu             | Krisiun        | Bonsucesso Samba Clube |
| Rodox               | Sepultura      | Mundo Livre S/A        |
| Os Psicopatas       |                | Stephen Malkmus        |
|                     |                | The Charlatans         |

São Paulo
Diferentemente do festival de Olinda, o de São Paulo foi realizado durante cinco dias da semana. A primeira noite do evento foi realizada no Olympia, enquanto que os demais shows ocorreram no SESC Pompeia.
| Shows                 | Shows                | Shows                    | Shows               | Shows                        |
| Segunda-feira (22/04) | Quarta-feira (24/04) | Quinta-feira (25/04)     | Sexta-feira (26/04) | Sábado (27/04)               |
| --------------------- | -------------------- | ------------------------ | ------------------- | ---------------------------- |
| Los Hermanos          | Prot(o)              | Thee Butchers' Orchestra | Karsh Kale          | Mombojó                      |
| The Charlatans        | Leela                | Pullovers                | Digicay             | Cabruêra                     |
|                       | Stephen Malkmus      | Stephen Malkmus          |                     | Vulgue Tostoi e Jards Macalé |

## 2003 (11ª edição)
| Shows                                                         | Shows                 | Shows                             |
| Sexta-feira (11/04)                                           | Sábado (12/04)        | Domingo (13/04)                   |
| ------------------------------------------------------------- | --------------------- | --------------------------------- |
| Chico Correa                                                  | Nancyta e os Grazzers | Azabumba                          |
| Stereo Maracanã                                               | Infested Blood        | Maciel Salú e o Terno do Terreiro |
| Instituto (BNegão, Fred Zero Quatro e Bonsucesso Samba Clube) | Porão GB              | Junior Barreto                    |
| O Rappa                                                       | Mukeka di Rato        | Pitty                             |
| DJ Dolores e Orquestra Santa Massa                            | Terrorgruppe          | Cachorro Grande                   |
| Nação Zumbi                                                   | Dead Fish             | Siba                              |
|                                                               | Hanagorik             | Los Hermanos                      |
|                                                               | Shaman                | Nando Reis                        |
|                                                               |                       | Ira!                              |

## 2004 (12ª edição)
| Shows               | Shows             | Shows                        |
| Sexta-feira (16/04) | Sábado (17/04)    | Domingo (18/04)              |
| ------------------- | ----------------- | ---------------------------- |
| Marcelo D2          | Vamoz!            | O Rappa                      |
| Vive la Fête        | Forgotten Boys    | Pitty                        |
| DJ Dolores          | Switch Stance     | Los Sebozos Postizos         |
| Karine Alexandrino  | Eminence          | Cabruêra                     |
| Cyz                 | Lava              | Mombojó                      |
| MM Dub              | Destruction       | Suvaca diPrata               |
|                     | Maldita           | A Roda                       |
|                     | Insurrection Down | Mula Manca e a Triste Figura |
|                     | Krisiun           |                              |
|                     | Ratos de Porão    |                              |

## 2005 (13ª edição)
Foram mais de 30 mil pessoas que assistiram o festival este ano, o maior público da história do evento.
| Shows               | Shows          | Shows                                 |
| Sexta-feira (15/04) | Sábado (16/04) | Domingo (17/04)                       |
| ------------------- | -------------- | ------------------------------------- |
| Bugs*               | Silent Moon    | Superoutro                            |
| Suzana Flag*        | Chaosphere     | Gram                                  |
| Star 61*            | Dead Fish      | The Legendary Tiger Man               |
| Los Hermanos        | Retrofoguetes  | Volver                                |
| Zeferina Bomba*     | Massacration   | DJ Dolores                            |
| Rádio de Outono*    | Matanza        | Daniel Belleza & os Corações em Fúria |
| Placebo             | Shaman         | Mombojó & Arto Lindsay                |
|                     | MQN            | Leela                                 |
|                     | Sepultura      | Orquestra Manguefônica                |

* Bandas do concurso Claro Que é Rock.

## 2006 (14ª edição)
Foi uma das edições que recebeu menor número de público. O palco, inclusive, teve dimensão menor que a do ano anterior.
| Shows                      | Shows          | Shows                     |
| Sexta-feira (21/04)        | Sábado (22/04) | Domingo (23/04)           |
| -------------------------- | -------------- | ------------------------- |
| Montage                    | Lou            | Iupi                      |
| Kook feat. Roxxy           | Forgotten Boys | Cidadão Instigado         |
| Stereo Total               | Medulla        | Carfax                    |
| Diplo                      | Cólera         | Camille                   |
| Mega Hits                  | Terra Prima    | Parafusa                  |
| João Gordo e Igor Cavalera | Atrocity       | Lafayette e os Tremendões |
|                            | Leaves' Eyes   | Maquinado                 |
|                            | Ungodly        | Cachorro Grande           |
|                            | Angra          | Frank Jorge e Volver      |
|                            |                | Orquestra Imperial        |

## 2007 (15ª edição)
Neste ano, o APR comemorou 15 anos de existência, sendo excepcionalmente realizado também no Rio de Janeiro (Circo Voador) e em São Paulo, em versão reduzida.
| Shows                                 | Shows                       | Shows                                                                       |
| Sexta-feira (13/04)                   | Sábado (14/04)              | Domingo (15/04)                                                             |
| ------------------------------------- | --------------------------- | --------------------------------------------------------------------------- |
| Nação Zumbi                           | Ratos de Porão              | Mestres do Forró (Azulão, Valmir Silva, Messias Holanda e Biliu de Campina) |
| Os Mutantes                           | Marky Ramone e Tequila Baby | Lee "Scratch" Perry                                                         |
| Ronei Jorge e os Ladrões de Bicicleta | Sepultura                   | The Film                                                                    |
| O Quarto das Cinzas                   | Korzus                      | Los Álamos                                                                  |
| Moptop                                | Carbona                     | The Playboys                                                                |
| Canivetes                             | Dance of Days               | Rebeca Matta                                                                |
| Os Bonnies                            | Udora                       | Monomotores                                                                 |
|                                       | Mechanics                   | Canto dos Malditos na Terra do Nunca                                        |
|                                       | Fiddy                       | Orquestra Contemporânea de Olinda                                           |
|                                       | Rabujos                     | Êxito de Rua                                                                |
|                                       |                             | Valentina                                                                   |

## 2008 (16ª edição)
Nesta edição, o festival foi transferido do Centro de Convenções para o Chevrolet Hall.
| Shows               | Shows               | Shows           |
| Sexta-feira (11/04) | Sábado (12/04)      | Domingo (27/04) |
| ------------------- | ------------------- | --------------- |
| New York Dolls      | Lobão               | Gamma Ray       |
| Zumbis do Espaço    | Céu                 | Helloween       |
| Mukeka di Rato      | Júpiter Maçã        |                 |
| Bad Brains          | Violins             |                 |
| Vamoz!              | Wander Wildner      |                 |
| The Sinks           | Pata de Elefante    |                 |
| Project 666         | The Datsuns         |                 |
|                     | Vítor Araújo        |                 |
|                     | Erro de Transmissão |                 |
|                     | Sweet Fanny Adams   |                 |
|                     | Barbiekill          |                 |
|                     | Rockassetes         |                 |
|                     | Superguidis         |                 |
|                     | Autoramas           |                 |

## 2009 (17ª edição)
Essa edição foi marcada pela vinda da banda Motörhead, a banda mais cara da história do Abril Pro Rock. Os shows aconteceram no Chevrolet Hall.
| Shows                     | Shows                                                         |
| Sexta-feira (17/04)       | Sábado (18/04)                                                |
| ------------------------- | ------------------------------------------------------------- |
| Motörhead (ING)           | Marcelo Camelo (RJ)                                           |
| Matanza (SP)              | Heavy Trash (EUA)                                             |
| Decomposed God (PE)       | Móveis Coloniais de Acaju (DF)                                |
| AMP (PE)                  | Mundo Livre S/A (PE)                                          |
| Black Drawing Chalks (GO) | Vanguart (MT)                                                 |
|                           | Retrofoguetes (BA)                                            |
|                           | Volver (PE)                                                   |
|                           | Vivendo do Ócio (BA)                                          |
|                           | Johnny Hooker & Candeias Rock City (PE) - banda do Microfonia |
|                           | The Keith                                                     |

## 2010 (18ª edição)
Nesta edição, o festival voltou para o Pavilhão do Centro de Convenções de Pernambuco. 
| Shows                         | Shows                               |
| Sexta-feira (16/04)           | Sábado (17/04)                      |
| ----------------------------- | ----------------------------------- |
| Blaze Bayley (ING)            | Afrika Bambaataa (EUA)              |
| The Varukers (ING)            | Pato Fu (MG)                        |
| Ratos de Porão (SP)           | 3 na Massa (PE/SP)                  |
| Agent Orange (EUA)            | Instituto Mexicano del Sonido (MEX) |
| Terra Prima (PE)              | Wado (AL)                           |
| Claustrofobia (SP)            | The River Raid (PE)                 |
| Eminence (MG)                 | Nevilton (PR)                       |
| Inner Demons Rise (PE)        | Bugs (RN)                           |
| Alkymenia (PE)                | Vendo 147 (BA)                      |
| The Mullet Monster Mafia (PR) | Plastique Noir (CE)                 |
|                               | Mini Box Lunar (AC)                 |
|                               | Anjo Gabriel (PE)                   |
|                               | Zeca Viana (PE)                     |
|                               | Plástico Lunar (SE)                 |

## 2011 (19ª edição)
Essa edição do Abril Pro Rock aconteceu no Chevrolet Hall em dois dias separados: sexta e domingo, por causa do "Aniversário do Caldeirão", que aconteceu no sábado (16/04/2011).
| Shows               | Shows                                                   |
| Sexta-feira (15/04) | Domingo (17/04)                                         |
| ------------------- | ------------------------------------------------------- |
| The Misfits (EUA)   | The Skatalites (JAM)                                    |
| D.R.I. (EUA)        | Arnaldo Antunes (SP)                                    |
| Musica Diablo (SP)  | Eddie (PE)                                              |
| Torture Squad (SP)  | Karina Buhr (PE)                                        |
| Violator (DF)       | Tulipa Ruiz (SP)                                        |
| Desalma (PE)        | Holger (SP)                                             |
| Facada (CE)         | Chica Libre (MEX)                                       |
| Cangaço (PE)        | Mamelungos (PE)                                         |
|                     | Feiticeiro Julião (PE) - banda do concurso Bis Pro Rock |

## 2012 (20ª edição)
Na edição comemorativa dos 20 anos, o Festival Abril Pro Rock (APR20) voltou a ter três dias de shows, foi marcado pelo show da volta aos palcos dos Los Hermanos e por ter o maior número de atrações internacionais de sua história: Seis bandas (Antibalas, Buraka Som Sistema, Nada Surf, Exodus, Brujeria e Cripple Bastards).
| Shows                                        | Shows                  | Shows                          |
| Sexta-feira (20/04)                          | Sábado (21/04)         | Domingo (22/04)                |
| -------------------------------------------- | ---------------------- | ------------------------------ |
| Los Hermanos (RJ)                            | Exodus (EUA)           | Antibalas (EUA)                |
| A Banda Mais Bonita da Cidade (PR)           | Brujeria (EUA/MEX)     | Buraka Som Sistema (POR / ANG) |
| Tibério Azul (PE)                            | Cripple Bastards (ITA) | Nada Surf (EUA)                |
| Somato (SC) - banda do concurso Bis Pro Rock | Ratos de Porão (SP)    | Otto (PE)                      |
|                                              | Test (SP)              | Mundo Livre SA (PE)            |
|                                              | Leptospirose (SP)      | Leo Cavalcanti (SP)            |
|                                              | Hellbenders (GO)       | Ska Maria Pastora (PE)         |
|                                              | Firetomb (PE)          | Bande Dessineé (PE)            |
|                                              | Pandemmy (PE)          | Strobo (PA)                    |

## 2013 (21ª edição)
Festival aconteceu no Chevrolet Hall e teve como destaques: Television (EUA) e a dobradinha Dead Kennedys (EUA) + Sodom (ALE), que levou o maior público do 'dia pesado' dos últimos 8 anos (9.000 mil pessoas).
| Shows                            | Shows               |
| Sexta-feira (19/04)              | Sábado (20/04)      |
| -------------------------------- | ------------------- |
| Móveis Coloniais de Acaju (DF)   | Dead Kennedys (EUA) |
| Siba (PE)                        | Sodom (Alemanha)    |
| Television (EUA)                 | Devotos (PE)        |
| Volver (PE)                      | Krisiun (RS)        |
| Marcelo Jeneci (SP)              | DFC (DF)            |
| Silva (ES)                       | Fang (EUA)          |
| Babi Jaques e Os Sicilianos (PE) | Andre Matos (SP)    |
| Tagore (PE)                      | Kataphero (RN)      |
|                                  | Kriver (PE)         |
|                                  | Vocífera (PE)       |

## 2014 (22ª edição)
O Abril Pro Rock 2014 aconteceu no Chevrolet Hall nos dias 25 e 26 de abril de 2015. Essa edição foi marcada pelos tributos a Reginaldo Rossi e a Jovem Guarda.
| Shows | Shows                                   |
| Sexta-feira (25/04) | Sábado (26/04)                          |
| --- | --------------------------------------- |
| Tributo ReiGinaldo Rossi: The Rossi convida Cannibal, Fábio Trummer, Isaar, Ortinho, Tulipa Ruiz, China, Zé Manoel, Johnny Hooker, Aninha Martins, Juvenil Silva e Ylana | Obituary (EUA)                          |
| Autoramas + Renato Barros (RJ) | Kataklysm (Canadá)                      |
| Felipe Cordeiro (PA) | Havok (EUA)                             |
| Tulipa Ruiz (SP) | Chakal (MG)                             |
| Sebadoh (EUA) | Hibria (RS)                             |
| Johnny Hooker (PE) | Mukeka di Rato (ES)                     |
| Orquestra Betodélica (PE) | Olho Seco (SP)                          |
| Bárbara Eugênia (SP) | Conquest for Death (EUA)                |
| Trummer SSA (PE) | Desalma com participação de Bongar (PE) |
| Daniel Groove (CE) | Krow (MG)                               |
| Joanatan Richard (PE) | Monster Coyote (RN)                     |
| | Dune Hill (PE)                          |

## 2015 (23ª edição)
O festival aconteceu em 3 dias distribuído entre o Chevrolet Hall, em Olinda, e Baile Perfumado, nos dias 24 e 25 de abril de 2015.
| Shows                                  | Shows                          | Shows                            |
| Sexta-feira (18/04) No Baile Perfumado | Sexta(24/04) No Chevrolet Hall | Sábado (25/04) No Chevrolet Hall |
| -------------------------------------- | ------------------------------ | -------------------------------- |
| Ave Sangria (PE)                       | Pitty (BA)                     | Marduk (Suécia)                  |
| Paulo Diniz (PE)                       | Pato Fu (MG)                   | Coroner (Suiça)                  |
| Flaviola (PE)                          | dEUS (Bélgica)                 | Ratos de Porão (SP)              |
| Caapora (PE)                           | The Shivas (EUA)               | Dead Fish (ES)                   |
| Aninha Martins (PE)                    | Boogarins (GO)                 | Almah (SP)                       |
| Almério (PE)                           | Far from Alaska (RN)           | Project46 (SP)                   |
|                                        | Kalouv (PE)                    | Gangrena Gasosa (RJ)             |
|                                        |                                | Headhunter D.C. (BA)             |
|                                        |                                | Câmbio Negro HC (PE)             |
|                                        |                                | Cätärro (RN)                     |
|                                        |                                | Lepra (PE)                       |
|                                        |                                | Hate Embrace (PE)                |

## 2016 (24ª edição)
O festival aconteceu em 2 dias distribuído entre o Chevrolet Hall e Baile Perfumado, nos dias 29 e 30 de abril de 2016.
| Shows                                 | Shows                     |
| Sexta-feira (17/04)                   | Sábado (18/04)            |
| ------------------------------------- | ------------------------- |
| Alice Caymmi (RJ)                     | Edu Falaschi (SP)         |
| Tiê (SP)                              | Rebaelliun (RS)           |
| Filipe Catto (RS)                     | Viper (SP)                |
| Jéf (RS)                              | Korzus (SP)               |
| Graxa (PE)                            | Robertinho de Recife (PE) |
| Bandavoou (PE)                        | Evil Invaders (BEL)       |
| Em Canto e Poesia (PE)                | Oitão (SP)                |
| Os Transtornados do Ritmo Antigo (PR) | Nervochaos (SP)           |
| Pierre Tenório (PE)                   | Terra Prima (PE)          |
|                                       | Sick Sick Sinners (PR)    |
|                                       | Questions (SP)            |
|                                       | Monticelli (PE)           |
|                                       | Confounded (PE)           |
|                                       | [MAUA] (SE)               |

## 2017 (25ª edição)
O festival aconteceu em 2 dias no Chevrolet Hall, nos dias 28 e 29 de abril de 2017.
| Shows                                  | Shows                 |
| Sexta-feira (28/04)                    | Sábado (29/04)        |
| -------------------------------------- | --------------------- |
| Death (EUA)                            | Violator (DF)         |
| Suicidal Tendencies (EUA)              | Nocturnal (ALE)       |
| Tiger Army (EUA)                       | Krisiun (RS)          |
| Camarones Orquestra Guitarrística (RN) | Matanza (RJ)          |
| Serrapilheira (PE)                     | Cockney Rejects (ING) |
| Diablo Angel (PE)                      | Mystifier (BA)        |
| Saga HC (PE)                           | Nervosa (SP)          |
|                                        | John Wayne (SP)       |
|                                        | Voodoopriest (SP)     |
|                                        | One Arm Away (SP/PE)  |
|                                        | Evocati (PE)          |

## 2018 (26ª edição)
O festival aconteceu em 2 dias no Baile Perfumado, nos dias 27 e 28 de abril de 2018.
| Shows               | Shows               |
| Sexta-feira (27/04) | Sábado (28/04)      |
| ------------------- | ------------------- |
| Supersuckers (EUA)  | Immolation (EUA)    |
| Richie Ramone (EUA) | Decomposed God (PE) |
| Asomvel (ING)       | Moonspell (POR)     |
| Mad Monkees (CE)    | Uganga (MG)         |
| Plugins (PE)        | Noturnall (SP)      |
| 70 mg (PE)          | Damn Youth (CE)     |
|                     | Armored Dawn (SP)   |
|                     | Heavenless (RN)     |
|                     | Matakabra (PE)      |
|                     | Autopse (AL)        |

## 2019 (27ª edição)
O festival aconteceu em 3 dias no Baile Perfumado, nos dias 12, 19 e 20 de abril de 2019. A principal atração da primeira noite foi a finlandesa Amorphis, que apresentou um som baseado na mistura entre death metal, folk e progressivo. No dia 19, aconteceu a “Noite das Minas”, tendo as ativistas russas da banda Pussy Riot como principal atração. A última noite foi dedicada ao rock pesado, com destaque aos americanos do Nuclear Assault e os paulistas da banda Ratos de Porão.
| Shows               | Shows                              | Shows                 |
| Sexta-feira (12/04) | Sexta-feira (19/04)                | Sábado (20/04)        |
| ------------------- | ---------------------------------- | --------------------- |
| Amorphis (FIN)      | Dj Karla Gnom (PE)                 | Ratos de Porão (SP)   |
| Malefactor (BA)     | Pussy Riot (RUS)                   | Sanctifier (RN)       |
| Maestrick (SP)      | Côco de Umbigada (PE)              | Nuclear Assault (USA) |
| Jackdevil (MA)      | Letrux (RJ)                        | Desalmado (SP)        |
| Malkuth (PE)        | Sinta A Liga Crew (PB)             | The Mist (BH)         |
| Camus (PE)          | Arrete (PE)                        | Manger Cadavre? (SP)  |
|                     | 808 Crew (PE) + Dj Karla Gnom (PE) | Flagelador (RJ)       |
|                     | Demonia (RN)                       | Eskröta (SP)          |
|                     |                                    | Pesado (PE)           |
|                     |                                    | Exorcismo (PE)        |

## Pausa (2020 e 2021)
Nos anos de 2020 e 2021 o evento foi paralisado, devido à pandemia do Covid-19 no Brasil.
Em 2021, foi realizada uma edição inteiramente digital, onde as apresentações foram transmitidas, nos dias 12 e 13 de março, no canal do evento no YouTube e na sua página no Facebook.
| Shows               | Shows                                          |
| Sexta-feira (12/03) | Sábado (13/03)                                 |
| ------------------- | ---------------------------------------------- |
| Ex-Sim              | Red F & Sonofabit (feat.Fred Zeroquatro)       |
| Odiosa              | Walmir Silva                                   |
| Armaggedon          | Luna Vitrolira                                 |
| Coalizão            | Surra de Rima (Jessica Caitano + Chico Correa) |
| Invisible Control   | DMingus                                        |
| Mojica              | Jacinto                                        |
|                     | Afroito                                        |
|                     | Gustavo Pontual                                |

## 2022 (28ª edição)
O evento retornou em 2022, com apenas um dia de evento, em 12 de novembro, no Clube Português, em Recife.
| Shows               |
| Sábado (12/11)      |
| ------------------- |
| Nervosa             |
| Dr. Sin             |
| Ratos do Porão      |
| Arquivo Morto       |
| Sun Diamond         |
| United 4 Distortion |

## 2023 (29ª edição)
Completando 30 anos de história, a edição de 2023, realizada nos dias 13 e 14 de maio, no Clube Português, na Zona Norte do Recife, foi dedicado ao heavy metal.
| Shows               | Shows           |
| Sexta-feira (13/05) | Sábado (14/05)  |
| ------------------- | --------------- |
| Incantation (EUA)   | Edu Falaschi    |
| Crypta              | Gangrena Gasosa |
| Troops of Doom      | Wizards         |
| Devotos             | Hatefulmurder   |
| Dorsal Atlântica    | Hellish War     |
| Mukeka Di Rato      | Inherence       |
| Torture Squad       | Corja!          |
| Open de Coffin      | Frygia          |
| Obskure             | Surt            |
| The Damnation       |                 |
| Karnificyna         |                 |
| Imflawed            |                 |

## 2024 (30ª edição)
O festival aconteceu em 2 dias no Clube Internacional do Recife, nos dias 29 e 30 de março 2024. Ao todo foram 24 atrações, sendo 4 delas internacionais: os americanos da Leather (grupo da cantora Leather Leone, ex-Chastain) e do Master, além dos mexicanos do Brujeria e os colombianos do Bloody Nightmare.
| Shows                 | Shows                       |
| Sexta-feira (29/03)   | Sábado (30/03)              |
| --------------------- | --------------------------- |
| Krisiun               | Brujeria (México)           |
| Matanza Ritual        | Master (EUA)                |
| Leather (EUA)         | Bloody Nightmare (Colômbia) |
| Korzus                | Rot                         |
| Desalmado             | Escarnium                   |
| Paradise in Flames    | Kamala                      |
| Pure Hate             | Eroboros                    |
| Papangu               | Erasy                       |
| Podridão              | Jacau                       |
| Sodoma                | Odiosa                      |
| Janete Saiu pra Beber | O Cão                       |
| Insânia               | Infectos                    |